# Церква Різдва Христового (Берездівці)
Церква Різдва Христового збудована у селі Берездівці Миколаївського району Львівської області за проектом Василя Нагірного.

## Будівництво церкви (1888—1906)
8 січня 1887 року парафіяльний комітет (о. Білинський, Онуфрій Цюра, Михайло Щепний, Петро Мазепа) ухвалив будувати церкву. Стара споруда була у поганому стані та могла впасти. Наказ до будівництва ще дав митр. Сембратович під час візитації 1878 року.
Цікавою була ідея збору коштів на будівництво храму. Мабуть, ідея виникла в о. Білинського. 18 травня 1888 року відзначали 40-річчя правління австрійського цісаря Франца-Йосифа. От з цієї нагоди громада Берездівців і постановила збудувати нову церкву. Тоді й була заведена пишна книга жертводавців. Туди записували їхні дані та сума пожертви. Разом на початок 1889 року у фонд будівництва церкви зібали 500 зр.
Закладення наріжного каменю під церкву почалось восени 1888 року. У фундамент закладена пропам'ятна грамота з підписами архикнизя Кароля-Людвіка, митрополита Сембратовича, графа Бадені, графа Тарновського та інших, менш знатних людей.
Проектував церкву відомий архітектор Василь Нагірний. Узявши за основу хрещато-банну конструкцію, архітектор максимально спрощує структуру храму і надає їй візантійського характеру з елементами класицизму. Будівництво церкви велося повільно і в 1903 році вона була покрита дахом. Далі забракло коштів і 9 вересня 1904 року знову відбулася конкурентна розправа. У результаті представник патрона сказав, що на церкву грошей більше не виділить.

## Становлення церкви
Перед Зеленими святами 1909 року митр. Шептицький мав канонічну візитацію до Миколаївського деканату і тоді освятив нову церкву в Берездівцях. Ця споруда вражала. Церква має розміри 26×20 м, 5 куполів, центральний з яких мав висоту 25 м. У неї є 5 бань, що означають Ісуса Христа і чотирьох апостолів євангелістів. Храм мав один головний та 3 бічні входи. У ньому було 2 захристії та 2 бічні галереї. Відповідно нову церкву стали заповнювати речима, які і до сьогодні збереглись. Запрестольний образ Різдва Христового, намальований олійними фарбами на полотні, обійшвся у 1000 К, на вівтарі 4 мосяжні великі позолечені світильники 400 К, 6 пар менших 300 К, шовкова плащаниця 100 К.

## Служителі храму
При церкві існувало братство. До його складу входило близько 500 парафіян. Це люди, які присягнули не вживати горілки та інших алкогольних напоїв та жити на благо інших. Парохами у храмі були Іван Ковальський, отець Сенишин, який згодом пішов звідси до Розвадова, де 1914 році. був арештований австрійськими жандармами і ув'язнений в концтаборі Талергоф. На його місце в Берездівцях парохом поставили о. Миколу Гапія, який був висвячений 1896 року.
У роки війни парохом у храмі був о. Лисак, якого згодом енкаведисти замордували у Львівській в'язниці. Пізніше отцем на парафії став Любомир Прокопович. За його служіння у храмі було встановлено новий іконостас і організовано церковний хор, який і до сьогодні працює. Диригентом хору став С. Прокоп'як з Піддністрян.

### Мовою документів:Ангельський спів
Згадуючи про хор, С. Прокоп'як писав:

Пригадується, коли я вперше почув у церкві співи цього хору, то був просто приголомшений. Я не міг намилуватися чарівними голосами місцевих солісток — Розалії Убогої та Катерини Ратич. Красу їх голосів словами не описати. На серці ставало солодко і милісно, радість наповнювала груди. Після співу берездівецького хору самому хотілося зробити щось таке прекрасне і потрібне людям.

## Церква сьогодні
Після смерті о. Любомира священиком став о. Василь Стричун. Сьогодні парафією опікується о. Богдан Лесюк.
Влітку 2006 р. парафіяни відсвяткували 100-річчя храму. До цієї дати фасад храму було оновлено: храм перефарбували на біло-блакитний колір — колір неба. Згодом, зусиллями громади, купола храму були перекриті бляхою золотистого кольору.